# چاهرو
چاهرو، روستایی در دهستان خمیر بخش مرکزی شهرستان خمیر در استان هرمزگان ایران است.

## جمعیت
بر پایه سرشماری عمومی نفوس و مسکن در سال ۱۳۹۵، جمعیت این روستا برابر با ۲۹۴ نفر (۸۹ خانوار) بوده‌است.